# The Black Velvet Gown
The Black Velvet Gown (Brasil: O Vestido de Veludo Preto ) é um telefilme britânico de 1991 dirigido por Norman Stone, baseado no romance homônimo escrito por Catherine Cookson e estrelado por Janet McTeer, Geraldine Somerville, e Bob Peck.

## Sinopse
Depois de ter passado uma vida cheia de sacrifícios e privações, a viúva Riah finalmente desfruta da felicidade ao começar a trabalhar para um professor aposentado. Mas um fato inesperado muda o rumo da história. 

## Elenco
- Janet McTeer ... Riah Millican
- Geraldine Somerville ... Biddy Millican
- Bob Peck ... Percival Miller
- Brendan P. Healy ... Tol Briston
- Jean Anderson ... Madame Gallmington
- Christopher Benjamin ... Anthony Gallmington
- Wendy Williams ... Grace Gallmington
- David Hunt ... Laurence Gallmington
- Jonathan Firth ... Paul Gallmington
- Louise Lombard ...Lucy Gallmington

## Prêmios
| Ano  | Prêmio             | Categoria    | Resultado |
| ---- | ------------------ | ------------ | --------- |
| 1991 | Emmy Internacional | Melhor Drama | Venceu    |
| 1991 | New York Festivals | Gold Medal   | Venceu    |
| 1991 | New York Festivals | Grand Award  | Venceu    |